# Juana de Tarento
Juana de Tarento (1297-1323) fue reina de Armenia por matrimonio con el rey Oshin de Armenia. Como hija de Felipe I, príncipe de Tarento, fue miembro de la Casa de Anjou-Tarento, una rama de la Casa de Anjou-Sicilia.

## Orígenes
Juana era hija de Felipe I, príncipe de Tarento, y de su primera esposa Tamar Angelina Comnena.
Los padres de Juana no tenían una buena relación: Felipe sospechaba que Tamar actuaba por los intereses de su familia más que en los suyos durante el conflicto de dos años que se extendió entre la Casa de Anjou-Sicilia y Epiro, a pesar de que ella había empeñado el resto de sus joyas para ayudarlo a pagar el esfuerzo militar. Desconfiado de Tamar, Felipe decidió divorciarse y en 1309 la acusó de haber cometido adulterio. Se vio obligada a confesar que había tenido relaciones sexuales con al menos cuarenta de los señores de su corte, y que había formado una relación particular con Bartolomeo Siginulfo, el gran chambelán de Tarento. Tamar se convirtió en una marginada, probablemente nunca volvería a ver a sus hijos, o se convirtió en monja o fue encarcelada por Felipe. En cualquier caso, murió poco después en 1311.
Poco después de la muerte de su madre, Juana adquirió una madrastra en Catalina de Valois, con quien su padre se casó en julio de 1313. De este matrimonio, Juana tuvo cinco medios hermanos, entre ellos Roberto y Felipe II.

## Reina de Armenia
En febrero de 1316, Juana se casó con su primer marido, Oshin, rey de Armenia. Juana era la tercera esposa de Oshin, de su primer matrimonio había tenido un hijo León. De este matrimonio adoptó el nombre de Irene. La pareja solo estuvo casada durante cuatro años.
A su muerte el 20 de julio de 1320, Oshin fue sucedido por su joven hijo León. Se sopesa que el rey fue envenenado.
Poco después de la muerte de Oshin, su primo Oshin de Córico se convirtió en regente. Deseaba que este y su familia estuvieran más seguros en Armenia. Se tomaron medidas para que esto sucediera; Oshin se casó con Juana, quien se vio obligada a contraer matrimonio. Oshin casó a su hija Alicia con León. El regente también fue probablemente responsable de la muerte de la hermana del rey Oshin, Isabel, y dos de sus hijos, con el fin de eliminar a los pretendientes rivales.
Juana murió en marzo de 1323, le sobrevivió su desafortunado segundo marido.
Seis años después de su muerte, León alcanzó la mayoría de edad y se vengó de su regente. El esposo y cuñado de Juana, Constantino, el condestable de Armenia y señor de Lampron, y la esposa de León, Alicia, fueron asesinados por orden del rey, y la cabeza de Oshin fue enviada al ilkan de Persia y de Constantino a An-Nassir Muhammad.

## Descendencia
En su primer matrimonio tuvo un hijo:
- Jorge (1317 - después de 1323), murió joven

Oshin de Córico y Juan tuvieron una hija:
- María que se casó consecutivamente con dos reyes armenios de Cilicia, Constantino V y Constantino VI.